# Шумилово (Богородський район)
Шумилово (рос. Шумилово) — присілок в Богородському районі Нижньогородської області Російської Федерації.
Населення становить 236 осіб. Входить до складу муніципального утворення Доскинська сільрада.

## Історія
Від 2004 року входить до складу муніципального утворення Доскинська сільрада.

## Населення
| 1999 | 2002 | 2010 |
| ---- | ---- | ---- |
| 245  | ↘233 | ↗236 |